# Борзов Валерій Пилипович
Вале́рій Пили́пович Борзо́в (нар. 20 жовтня 1949, місто Самбір Львівської області) — український спортсмен, дворазовий олімпійський чемпіон, політичний і громадський діяч.
Перший міністр спорту України в 1990—1997 рр. Народний депутат України 3-го і 4-го скликань.

## Спортивна біографія
У дитячо-юнацьку школу Нової Каховки спортсмен прийшов 12-річним. Тренери відразу розгледіли в початківці майбутню зірку і сприяли переїзду Валерія до Києва.
Перші успіхи прийшли до спортсмена в порівняно юному віці. У 19 років він стає триразовим чемпіоном Європи серед юніорів. У серпні 1969 року виграє дорослий чемпіонат СРСР у Києві, пробігши 100 м рівно за 10 секунд. У тому ж 1969 році він виграє чемпіонат Європи. Влітку 1970 року Валерій Борзов бере участь у легкоатлетичному матчі СРСР — США і вперше перемагає найсильніших на той момент американських спортсменів.
Перемога на Олімпіаді в Мюнхені 1972 у забігу на 100 метрів в цілому була несподіваною, оскільки основні фаворити — американські спринтери Едді Харт (Eddie Hart) та Рей Робінсон (Rey Robinson), співволодарі тодішнього світового рекорду (100 м за 9,9 сек.), неправильно встановили на своїх будильниках європейський поясний час і запізнилися до старту одного з відбіркових забігів. Як і передбачалося, ті залишки американської команди спринтерів, що вийшли до фіналу, не змогли чинити гідного опору, і золота медаль дісталася радянському спортсменові.
На 200-метровій дистанції 4 вересня спортсмен зміг зробити золотий дубль, обійшовши на фініші трьох американців з новим рекордом Європи (20,0 сек.). Це була друга, після Арміна Харі (Armin Hary) у 1960 році у Римі, перемога на найкоротших дистанціях білошкірого атлета на Олімпійських іграх після 1936 року, відколи там почали домінувати виключно чорношкірі.
Також завоював срібну олімпійську медаль в естафеті 4 х 100 м.
У вересні 1974 в Римі (Італія) на чемпіонаті Європи з легкої атлетики золоті нагороди здобули сум'янин В. Голубничий (спортивна хода на 20 км) і киянин В. Борзов (біг на 100 м).
Після перемоги на Олімпіаді, з 1975 по 1977 рік, Валерій тричі підряд виграє звання чемпіона Європи на короткій дистанції 60 м у закритих приміщеннях. На Олімпійських іграх 1976 року в Монреалі спортсмен знов виграє медалі, але цього разу бронзові (двічі): спортсмен піднімається на п'єдестал пошани за підсумками забігу на 100 м і естафети 4 х 100 м.

## Громадська і політична діяльність
З 1966 по 1971 рік навчається у Київському Державному інституті фізичної культури.
Під керівництвом свого тренера, відомого педагога і ученого В. В. Петровського провів велику дослідницьку роботу, підсумки якої сформулював в успішно захищеній дисертації. Кандидат педагогічних наук (1977).
Незабаром після закінчення спортивної кар'єри Борзов став працювати в ЦК ЛКСМ України: з 1979 р. — заступник завідувача відділу оборонно-масової і спортивної роботи ЦК ЛКСМУ, з 16 лютого 1980 р. — секретар ЦК комсомолу республіки. Потім знов повернувся в спорт, ставши заступником голови Держкомспорту України. У кінці 1987 р. на конгресі ЕАА (Європейській легкоатлетичній асоціації) він був обраний членом Ради цієї організації.
10.1969—12.1979 — інструктор фізичної культури і спорту Спорткомітету УРСР, одночасно з 10.1972 — аспірант Київського державного інституту фізичної культури.
10.1972—10.1980 — інструктор 2-ї, 1-ї категорії, старший тренер спортивної команди при Управлінні ВВ МВС СРСР в УРСР і Молдавській РСР.
12.1979—02.1980 — заступник завідувача відділу спортивної і оборонно-масової роботи ЦК ЛКСМУ.
02.1980—12.1986 — секретар ЦК ЛКСМУ. 12.1986-07.1990 — заступник Голови Державного комітету УРСР з фізичної культури і спорту.
30.07.1990—06.06.1991 — Голова Державного комітету УРСР у справах молоді, фізичної культури і спорту.
06.06.1991—20.08.1996 — міністр у справах молоді та спорту УРСР та Міністр України у справах молоді і спорту.
20.08.1996—26.08.1997 — Голова Державного комітету України з фізичної культури і спорту.
У вересні 1991 відбулась сесія Національного олімпійського комітету України. Головою НОК обрано В. Борзова.
1991—1998 — президент НОК України.
03.1998 — кандидат в народні депутати України, виборчий округ № 201, Черкаська область. З'явилося 67,8 %, «за» проголосувало 5,5 % — 7 місце з 19 претендентів.
03.1998—04.2002 — народний депутат України, обраний від НРУ, № 35 у списку. На час виборів: президент Національного олімпійського комітету України, член НРУ. Голова підкомітету з питань підготовки національних збірних команд України до Олімпійських і Параолімпійських ігор Комітету з питань молодіжної політики, фізичної культури і спорту (07.1998—02.2000), Голова Комітету Верховної Ради України з питань молодіжної політики, фізичної культури, спорту і туризму (з 02.2000). Член фракції НРУ (05—12.1998), член фракції ПРП «Реформи-центр» (12.1998—07.1999), член фракції «Батьківщина» (07.1999—04.2001), член фракції СДПУ(о) (з 04.2001).
05.2003-04.2006 — народний депутат України IV скликання від СДПУ(о), № 26 в списку. На час виборів: народний депутат України, член СДПУ(о). Член фракції СДПУ(о) (з 05.2003), член Комітету з питань молодіжної політики, фізичної культури, спорту і туризму (з 06.2003). З 2003 року — член СДПУ(о).
1996—2012 — президент Федерації легкої атлетики України.
Член МОК з 1994 р.

## Нагороди і відзнаки
- Орден «Знак Пошани» (1971)
- Орден Леніна (1972)
- Орден Дружби народів (1976)
- Почесна грамота Президії Верховної Ради УРСР (1976)
- Почесна відзнака Президента України (1996)[6]
- Почесна грамота Кабінету Міністрів України (1999)[7]
- Орден «За заслуги» II ст. (1999)[8]
- Орден «За заслуги» I ст. (2002)[9]
- Орден князя Ярослава Мудрого V ст. (2004)[10]
- Орден князя Ярослава Мудрого IV ст. (2020)[11]
- Орден Данила Галицького (2008)[12]
- 4 медалі
- Державний стипендіат[13]
- Почесний громадянин м. Нова Каховка.
- Почесний громадянин міста Києва (05.2021)
- Державний службовець I рангу.

## Сім'я, захоплення
Автор 4 книг на спортивну тематику, винаходу. Розмовляє англійською мовою. Захоплення: риболовля, мисливство.
Дружина Турищева Людмила Іванівна (1952); дочка Борзова Тетяна Валеріївна (1978).